# Suero (nombre)
Suero es un nombre masculino de origen español.
El nombre Suero probablemente deriva del latín suarius, "término tardorromano para los funcionarios estatales que se encargaban de procurar y pastorear cerdos para la annona de la ciudad de Roma". Aunque no está atestiguado en la antigüedad, puede compararse con los cognomina latinos conocidos basados en “cuidadores de animales” (los llamados Hirtennamen), como Armentarius, Asinarius, Bublarius, Caprarius, Gallinaria, Jugarius, Pecuarius, Porcarius y Zebrarius. Aunque los pastores de cerdos no gozaban de gran prestigio, el nombre podría ser un nomen humilitatis (nombre humilde), que los cristianos a veces elegían deliberadamente (véase Stodilo).
La forma más antigua atestiguada es Suerio en un documento de 760. Otras variantes medievales incluyen Suarius, Soarius, Sveire, Suero y Suer. El patronímico se escribía Suariz, Soariz, Sueriz o Suárez (actual Suárez).